# Townsville Crocodiles
Maillots
Les Townsville Crocodiles est un ancien club australien de basket-ball basé à Townsville.

## Historique
Le club appartient à la National Basketball League, le plus haut niveau en Australie jusqu'à la fin de la saison 2015-2016.

## Noms successifs
- 1993-1998 : Townsville Suns
- 1998-2016 : Townsville Crocodiles

## Palmarès
- Finaliste de la National Basketball League : 2001

## Joueurs célèbres ou marquants
- Rimas Kurtinaitis
- Sam Mackinnon
- Brad Newley
- Robert Rose (en)